# A.R.E.S.
A.R.E.S.는 스타크래프트 2 종족인 테란의 유닛이다. 스타크래프트 2의 캠페인과 협동전에서만 등장하는 유닛이다. 

## 특징
A.R.E.S.는 스타크래프트 2에서 새롭게 추가된 유닛으로 군수공장에서 생산되는 메카닉 유닛인 경비로봇이 A.R.E.S를 모체로 하여 제작되었다. A.R.E.S는 그리스 신화에서 등장하는 전쟁의 신인 아레스의 이름을 따서 만들어진 유닛으로 테란의 강력한 지상 최종 병기 중에 하나인 유닛이다. 테란의 강력한 자동 전투로봇인 유닛으로 지상전에서 매우 강력한 능력치를 발휘하며 그래서 테란의 지상 화력에서도 크게 일조하는 유닛 중에 하나가 된다. 다만 지대공 공격이 안되는 유닛인만큼 적이 공대지 공중 유닛으로 대응한다면 골리앗과 같이 지대공이 되는 지상 유닛, 공대공이 되는 공중 유닛으로 A.R.E.S.를 호위해야 한다. A.R.E.S.는 특수한 경우에서만 생산이 가능한 유닛이며 유닛을 생산하는데 필요한 자원과 생산 시간은 광물:75, 가스:200, 생산 시간:41초가 된다. 특수한 경우에서만 생산되는 유닛이기 때문에 인구수는 들어가지않는다. 유닛의 능력치는 체력:2000, 기본 방어력:0, 지대지 공격력은 3개로 나뉘게 되며 이중에서 120mm 포는 지대지 공격력:16, T82 미사일 포는 지대지 공격력:기본 5에 중장갑을 상대론 20의 추가 피해를 주고 네이팜 소이탄은 지대지 공격력:기본 20에 생체 유닛들을 상대론 40의 추가 피해를 주는 유닛의 능력치를 가지고 있다. 거기다 A.R.E.S.는 광역 공격도 가능하기 때문에 적의 지상 유닛들에겐 큰 위협이 되는 유닛이기도 하다. A.R.E.S는 크루시오 공성 전차와의 조합도 좋으며 공성 모드의 크루시오 공성 전차의 호위 보조 유닛으로도 적합한 유닛이 된다. 이로 인하여 A.R.E.S.는 크루시오 공성 전차와 조합하면 테란에서 가장 막강한 지상 화력을 낼 수 있는 유닛 중에 하나가 된다.

## 같이 보기
- 스타크래프트
- 테란